# Leptospirose
Leptospirose (oder Leptospirosis) ist eine Infektionskrankheit, die durch bestimmte Krankheitserreger der Bakterien-Gattung Leptospira (aus der Ordnung der Spirochäten) verursacht wird. Beim Menschen wird die Krankheit durch Leptospira interrogans verursacht. Sie kann unter anderem die Leber, die Niere und die Hirnhaut betreffen. Eine Leptospirose verursacht beim Patienten grippeähnliche Symptome und verläuft in Phasen.
Es handelt sich dabei um eine meldepflichtige Zoonose, deren natürliche Wirte vor allem Ratten und Mäuse, im Falle der Schweinehüterkrankheit auch Schweine und Rinder sind. Die Übertragung auf den Menschen erfolgt durch Kontakt mit Urin, Blut oder Gewebe infizierter Tiere bzw. verunreinigtem Wasser, vor allem aus Bächen, Sümpfen, Tümpeln und der Kanalisation.
Eine später als Leptospirose erkannte Krankheit wurde 1891 von Friedrich von Müller für die schlesische Schlammfieberepidemie (auch Feld- oder Erntefieber genannt) beschrieben. Zur Klärung der Epidemie trug 1937 auch Willi Rimpau bei.

## Leptospirosen des Menschen
Auf der Grundlage seiner Antigen-Eigenschaften wird der den Menschen befallende Erreger Leptospira interrogans in 24 Serogruppen mit über 200 Serovaren unterteilt. Zu erwähnen sind hierbei:
- die Weil-Krankheit (oder Leptospirosis icterohaemorrhagia), die häufiger als andere Leptospirosen einen schweren Verlauf nehmen kann; verursacht durch L. interrogans serovar icterohaemorrhagiae (erstmals beschrieben 1915[3] durch I. Inada und Y. Ido)
- Weil-ähnliche Krankheiten (oder „andere Leptospirosen“), wie
  - das Batavia-Fieber, auch als „Reisfeldfieber“ und „Indonesischer Morbus Weil“ bekannt, durch L. bataviae verursacht
  - die Schweinehüterkrankheit oder „Bouget-Gsell-Krankheit“, durch L. pomona
  - das Zuckerrohrfieber (die Zuckerplantagenleptospirose) durch L. interrogans Serovar australis oder pyrogenes.
  - das Canicola-Fieber („Stuttgarter Hundeseuche“) durch L. canicola
  - das Japanische Herbstfieber (Bushy-Creek- oder Fort-Bragg-Fieber) durch L. autumnalis

Leptospira biflexa ist, im Gegensatz zu Leptospira interrogans, für den Menschen apathogen.
Die meldepflichtige Leptospirose kann als Berufskrankheit (BK 3102) bei Personen, die berufsbedingt engen Umgang mit Tieren und Tierabfällen haben (Schlachthofpersonal, Metzger, Veterinäre, Tierwärter, Fischer, Kanalarbeiter), entschädigt werden.

### Übertragungsweg
Leptospiren gelangen über den Urin infizierter Säugetiere (vor allem Ratten und andere Nagetiere, aber auch viele Wild- und Nutztierarten sowie Hunde) in die Umwelt. Infizierte Nagetiere erkranken zumeist selber nicht, scheiden den Erreger aber z. T. lebenslang aus. In stehendem Wasser sind Leptospiren wochenlang überlebensfähig, teilen sich dort aber nicht weiter.
Durch kleine Hautverletzungen oder über die Schleimhaut kann der Mensch sich dann bei Kontakt mit kontaminiertem Wasser mit dem Erreger anstecken. Leptospirosen treten dabei vor allem in Gebieten auf, in denen landwirtschaftliche Flächen bewässert werden. Exponiert sind Bauern und andere Personen wie z. B. Kanalarbeiter, die mit Wasser in Kontakt kommen, welches mit Tierurin kontaminiert ist. Mensch-zu-Mensch-Übertragungen sind selten.

### Häufigkeit
2011 erkrankten in Deutschland 51 Menschen an Leptospirose, was einer Inzidenz von 1 auf ca. 1.600.000 entspricht. Damit ist die Leptospirose eine sehr seltene Krankheit in Deutschland, die in der Regel nur in Einzelfällen aus anderen Ländern eingeschleppt wird. Gelegentlich tritt die Leptospirose aber auch hier epidemieartig auf. Fallzahlen seit 2014:
| Jahr | Fallzahl |
| ---- | -------- |
| 2014 | 160      |
| 2015 | 85       |
| 2016 | 93       |
| 2017 | 129      |
| 2018 | 117      |
| 2019 | 278      |
| 2020 | 118      |
| 2021 | 165      |
| 2022 | 154      |
| 2023 | 236      |
| 2024 | 305      |

Im Juli 2007 fand ein Ausbruch unter Erntehelfern auf einem Erdbeerfeld bei Düren statt. Dabei erkrankten etwa 30 Arbeiter am Feldfieber (genannt auch Erntefieber, Schlammfieber, Sumpffieber, Erbsenpflückerkrankheit, Zuckerrohrkrankheit, Wasserfieber und Charentefieber). Dies war der erste dokumentierte derartige Vorfall seit über 40 Jahren.

### Verlauf
Man unterscheidet klinisch die leichtere anikterische (ohne Gelbsucht einhergehende) Leptospirose von der schwereren, Weil’sche Krankheit genannten, ikterischen Form mit Gelbsucht (Icterus infectiosus). Beide Formen verlaufen in zwei Phasen.
In etwa 90 % der Fälle verläuft die Leptospirose ähnlich wie eine Grippe. Den klassischen Verlauf findet man vor allem beim Morbus Weil, aber auch andere Leptospiren können einen schweren Verlauf hervorrufen. Im Blut des Wirtes vermehren sich die Leptospiren ein bis zwei Wochen, gelegentlich auch bis zu 26 Tage, bevor sich Symptome entwickeln. Diese bestehen aus Fieber, Schüttelfrost, Kopf- und Gliederschmerzen. Eine Bindehautentzündung sowie Waden- und Schienbeinschmerzen werden häufig beobachtet. Dieses Stadium (erste Phase) dauert etwa 3–7 Tage. Daraufhin folgt eine kurze Phase von 2–3 Tagen, in der es dem Patienten etwas besser geht.
Es schließt sich eine zweite, fieberhafte Krankheitsphase an, die 4 bis 30 Tage dauert. Dieser Zeitraum ist am ehesten Ausdruck einer Immunreaktion mit zirkulierenden Immunkomplexen, ausgelöst durch die Endothelschädigung. Bei der schweren Verlaufsform, dem Morbus Weil, kann es in dieser Zeit zu Schädigungen der Leber kommen. Beim Canicolafieber, das mittelschwer verläuft, steht eine Meningitis im Vordergrund, ebenso beim eher gutartig verlaufenden Feldfieber.

### Komplikationen
Schwerste Verlaufsformen findet man beim Morbus Weil, der mit Leber- und Nierenversagen einhergehen und bis zum Tod führen kann.
Die Bindehautentzündung kann bis zu 4 Wochen andauern.

### Diagnose
Bei mit verunreinigtem Wasser in Kontakt gekommenen Menschen ist eine durch Leptospira interrogans verursachte Infektion die verbreitetste Diagnose.
In der ersten Krankheitsphase kann ein Erregernachweis aus der Blutkultur gelingen. Häufig sind allerdings die Kulturen zu langsam, so dass keine erfolgreiche antibiotische Behandlung mehr erfolgen kann. Daher wird vermehrt Antikörperdiagnostik eingesetzt, die einen schnelleren Nachweis der Leptospiren-Infektion ermöglicht.
In der zweiten Krankheitsphase ist diagnostisch ausschließlich die Serologie erfolgversprechend. IgM- und später auch IgG-Antikörper sind über längere Zeit nachweisbar.
Der Erregernachweis gelingt am ehesten direkt durch Dunkelfeldmikroskopie.

### Therapie
Therapie der Wahl bei schwerer Infektion ist Penicillin i.v., das allerdings nur in den ersten 5 Tagen der Erkrankung wirksam ist. Wie auch bei anderen Spirochäten kann beim Einsatz von Penicillin eine Jarisch-Herxheimer-Reaktion auftreten. Auch Doxycyclin (welches auch Einsatz zur Prophylaxe findet) und Cephalosporine der 3. Generation wirken gut gegen Leptospiren.
Bei einer leichten Infektion kann Amoxicillin oder Doxycyclin verabreicht werden.
In der zweiten Phase der Erkrankung ist der Einsatz von Antibiotika nicht mehr sinnvoll, da es sich um eine Immunreaktion handelt. In dieser Phase können nur der Flüssigkeitsverlust, das Fieber und eventuelle Organschädigungen symptomatisch behandelt werden.

### Prognose
Insgesamt ist die Prognose bei leichten Verlaufsformen gut.
Schwere Verlaufsformen, insbesondere der Morbus Weil, können allerdings unbehandelt mit einer Letalität von bis zu 30 % einhergehen.

### Meldepflicht
In Deutschland ist der direkte oder indirekte Nachweis von humanpathogenen Leptospiren (humanpathogene Leptospira sp.) namentlich meldepflichtig nach § 7 des Infektionsschutzgesetzes (IfSG), soweit der Nachweis auf eine akute Infektion hinweist. Diese Meldepflicht für die Erreger betrifft in erster Linie Labore bzw. deren Leitungen (vgl. § 8 IfSG). Nach dem Recht Sachsens besteht eine namentliche Meldepflicht bezüglich Erkrankung und Tod an Leptospirose.
Leptospiren-Erkrankungen sind in Österreich gemäß § 1 Abs. 1 Nummer 1 Epidemiegesetz 1950 bei Verdacht, Erkrankung und Tod anzeigepflichtig. Zur Anzeige verpflichtet sind unter anderen Ärzte und Labore (§ 3 Epidemiegesetz 1950).

## Leptospirosen der Tiere
- Leptospirose der Hunde
- Leptospirose der Wiederkäuer
- Leptospirose des Schweins
- Mondblindheit (Leptospirose-assoziierte Augenerkrankung bei Pferden)

In Deutschland zählen Infektionen von Tieren mit Leptospiren (Leptospirosen) zu den meldepflichtigen Tierkrankheiten.